# Kpalbalo
Kpalbalo est une localité du département de Iolonioro, dans la province du Bougouriba (région du Sud-Ouest) au Burkina Faso. En 2006, cette localité comptait 171 habitants dont 57.3% de femmes.